# アドロイト級掃海艇
| アドロイト級掃海艇 | アドロイト級掃海艇                               | アドロイト級掃海艇                               |
| 艦級概観           | 艦級概観                                         | 艦級概観                                         |
| ------------------ | ------------------------------------------------ | ------------------------------------------------ |
| 艦種               | 掃海艇                                           | 掃海艇                                           |
| 艦名               | 英単語                                           | 英単語                                           |
| 運用者             | アメリカ海軍                                     | アメリカ海軍                                     |
| 建造期間           | 1941-1942年                                      | 1941-1942年                                      |
| 前級               |                                                  |                                                  |
| 次級               | アドミラブル級掃海艇                             | アドミラブル級掃海艇                             |
| 建造               | 18隻                                             | 18隻                                             |
| 排水量             | 295t                                             | 295t                                             |
| 全長               | 173ft 8in (52.93m)                               | 173ft 8in (52.93m)                               |
| 全幅               | 23ft (7.0m)                                      | 23ft (7.0m)                                      |
| 吃水               | 6ft 6in (1.98m)                                  | 6ft 6in (1.98m)                                  |
| 機関               | ディーゼルエンジン                               | ディーゼルエンジン                               |
| 速力               | 16kn                                             | 16kn                                             |
| 乗員               | 65名                                             | 65名                                             |
| 武装               | 3インチ50口径単装砲1門・ボフォース 40mm機関砲1門 | 3インチ50口径単装砲1門・ボフォース 40mm機関砲1門 |

アドロイト級掃海艇 Adroit-class minesweeper）および、1944年6月1日より艇種変更したPC-1586級駆潜艇 PC-1586-class submarine chaser）は、アメリカ海軍の掃海艇→駆潜艇の艦級。343隻量産された173フィート型駆潜艇(PC-461級駆潜艇)の掃海艇仕様として建造された。
PC-461級は1938年に計画され、1940年より量産を開始した。本級はその図面を流用し、翌1941年より18隻が量産された。伝統的なアメリカ海軍の掃海艇は、艦隊や輸送船団の先頭で機雷堰を警戒する比較的高速の戦闘艦艇であった。本級はそれらと性格を異にし、近海の航路確保・船団護衛を念頭に置いて運用された。ドイツおよび日本との戦争が現実味を帯びていく中、従来の艦隊随伴用掃海艇はオーク級の量産に着手したところで、近海で活動する沿岸掃海艇の量産も並行することとなった。随伴掃海艇は伝統的に鳥の名を冠していたが、本級は任意の英単語を艇の名とした。英単語名は後継のアドミラブル級だけではなく、オーク級追加量産型にも受け継がれた。
1番艇アドロイト (USS Adroit, AM-82)から7番艇ダッシュ (USS Dash, AM-88)までの7隻は、就役時に始まった日米のソロモン諸島争奪戦に参加し、エスピリッツサント島・ニューカレドニア島を最前線としてポリネシアのアメリカ海軍拠点に配備され、時にはガダルカナル島向け船団の護衛に当たった。一方、8番艇ディスパイト (USS Despite, AM-89)から最終艇フォース (USS Force, AM-99)までは最前線に出ることなく、ニューファンドランド島からアンティル諸島にかけてのアメリカ東海岸沖の哨戒に従事した。しかし、小型・低速の本級は掃海艇としての性能は満足できるものではなかった。1944年6月1日をもって、全18隻は掃海艇の任を解かれ、駆潜艇に変更された。
ただし、PC-1586級駆潜艇に改称すると、一転して最前線の船団護衛に転じた。PC-1593‐1597の5隻はさっそく地中海に派遣され、チュニジア北端のビゼルトを拠点として地中海横断航路の船団護衛に従事した。PC-1598‐1603は改称前から随時太平洋に転出し、先行していたPC-1586‐1592とともにウルシー環礁へ進出した。最終的に硫黄島・沖縄を攻略する船団の護衛にも当たった。沖縄攻略中の1945年5月26日、PC-1603（元フォース）が特攻機の突入を受けて航行不能の大破を被ったのが本級最大の被害である。
1945-47年のうちに随時退役し、例外的に再就役したPC-1590（元コンスタント）が1954年に退役して本級はすべて処分された。

## 同型艇
- アドロイト (USS Adroit, AM-82)→USS PC-1586

由来の単語は「巧妙な」等を意味する形容詞。1942年7月28日就役、1945年12月14日退役
- アドヴェント (USS Advent, AM-83)→USS PC-1587

由来の単語は「到来」等を意味する名詞。1942年8月19日就役、1946年1月22日退役
- アノイ (USS Annoy, AM-84)→USS PC-1588

由来の単語は「悩ます」等を意味する動詞。1942年9月2日就役、1946年2月8日退役
- コンフリクト (USS Conflict, AM-85)→USS PC-1589

由来の単語は「闘争」等を意味する名詞。1942年9月7日就役、1946年5月31日退役。
- コンスタント (USS Constant, AM-86)→USS PC-1590

由来の単語は「不変の」等を意味する形容詞。1942年9月21日就役、1954年10月22日退役。
- デアリング (USS Daring, AM-87)→USS PC-1591

由来の単語は「大胆な」等を意味する形容詞。1942年10月10日就役、1946年1月22日退役。
- ダッシュ (USS Dash, AM-88)→USS PC-1592

由来の単語は「突進する」等を意味する動詞。1942年10月27日就役、1946年5月10日退役
- ディスパイト (USS Despite, AM-89)→USS PC-1593

由来の単語は「侮辱」等を意味する名詞。1942年8月31日就役、1945年12月17日退役。
- ダイレクト (USS Direct, AM-90)→USS PC-1594

由来の単語は「指揮」等を意味する名詞。1942年8月31日就役、1945年11月9日退役。
- ダイナミック (USS Dynamic, AM-91)→USS PC-1595

由来の単語は「活動的な」等を意味する形容詞。1942年9月15日就役、1945年11月19日退役
- イフェクティヴ (USS Effective, AM-92)→USS PC-1596

由来の単語は「有効な」等を意味する形容詞。1942年10月1日就役、1945年11月9日退役
- エンゲイジ (USS Engage, AM-93)→USS PC-1597

由来の単語は「契約する」等を意味する動詞。1942年10月22日、1945年11月19日退役
- イクセル (USS Excel, AM-94)→USS PC-1598

由来の単語は「秀でる」等を意味する動詞。1942年12月10日就役、1946年1月22日退役
- イクスプロイト (USS Exploit, AM-95)→USS PC-1599

由来の単語は「活用する」等を意味する動詞。1943年2月5日就役、1945年12月14日退役
- フィデリティ (USS Fidelity, AM-96)→USS PC-1600

由来の単語は「忠誠」等を意味する名詞。1942年9月9日就役、1945年12月退役
- フィアス (USS Fierce, AM-97)→USS PC-1601→ USS PCC-1601

由来の単語は「獰猛な」等を意味する形容詞。1942年10月12日就役、1945年12月退役
- ファーム (USS Firm, AM-98)→USS PC-1602→ USS PCC-1602

由来の単語は「堅固な」等を意味する形容詞。1943年4月10日就役、1948年6月15日連邦海事委員会に移管
- フォース (USS Force, AM-99)→USS PC-1603

由来の単語は「武力」等を意味する名詞。1943年6月16日就役、1945年5月26日金武湾にて特攻大破、1945年10月24日慶良間諸島沖で解撤